# Oklahoma City Stars
Gli Oklahoma City Stars sono stati una squadra di hockey su ghiaccio della con sede nella città di Oklahoma City, capitale dello Stato dell'Oklahoma. Nacquero nel 1978 e disputarono la Central Hockey League fino al loro scioglimento giunto nel 1982. Nel corso delle stagioni furono affiliati ai Minnesota North Stars.

## Storia
Dopo una stagione di inattività in seguito allo scioglimento degli Oklahoma City Blazers la CHL nel 1978 fece il proprio ritorno a Oklahoma City grazie alla creazione degli Stars, nuova formazione affiliata ai Minnesota North Stars.
La franchigia giocò per quattro stagioni, fallendo la qualificazione ai play-off nelle sue prime due stagioni, mentre li raggiunse nelle ultime due, venendo tuttavia sempre eliminata al primo turno.

### Affiliazioni
Nel corso della loro storia gli Oklahoma City Stars sono stati affiliati alle seguenti franchigie della National Hockey League:
- Minnesota North Stars: (1978-1981)
- Calgary Flames: (1981-1982)

## Record stagione per stagione
| Oklahoma City Stars |       |    |    |    |   |    |     |     |    |                                |
| 1978-79             | CHL   | 76 | 34 | 41 | 1 | 69 | 277 | 311 | 5° |                                |
| 1979-80             | CHL   | 80 | 33 | 44 | 3 | 69 | 261 | 268 | 7° |                                |
| 1980-81             | CHL   | 79 | 39 | 38 | 2 | 80 | 312 | 328 | 4° | perde 1º turno (Tulsa) 0-3     |
| 1981-82             | South | 80 | 25 | 54 | 1 | 51 | 300 | 397 | 4° | perde 1º turno (Salt Lake) 1-3 |

## Palmarès

### Premi individuali
- Ken McKenzie Trophy: 2

Mike Eaves: 1978-79
Bob Francis: 1981-1982
- Phil Esposito Trophy: 1

Bob Francis: 1981-1982
- Tommy Ivan Trophy: 1

Bob Francis: 1981-1982